# Hermann Wilker
Hermann Wilker, né le 24 juillet 1874 à Flomersheim et mort le 28 décembre 1941 à Mundenheim, est un rameur  allemand qui participe aux Jeux olympiques d'été de 1900 et à ceux de 1912.
En 1900, il est membre de l'équipage du bateau allemand, qui remporte la médaille de bronze aux quatre barrés.
Douze ans plus tard, il remporte la médaille d'or aux quatre barrés dans l'équipe allemande.